# 徐木乡
徐木乡是中国陕西省咸阳市三原县下辖的一个乡。

## 行政区划
徐木乡下辖以下行政区：
永合村、毕家沟村、桃沟村、冯家塬村、福音村、徐木村、老庙村、苟家村、朱家湾村